# Uralistika
Uralistika je vědní obor zabývající se uralskými jazyky, či v širším smyslu též literaturou psanou v těchto jazycích a kulturou národů těmito jazyky hovořících.
Vědec pěstující uralistiku se nazývá uralista.